# Mühlebach VS
| VS ist das Kürzel für den Kanton Wallis in der Schweiz. Es wird verwendet, um Verwechslungen mit anderen Einträgen des Namens Mühlebach zu vermeiden. |

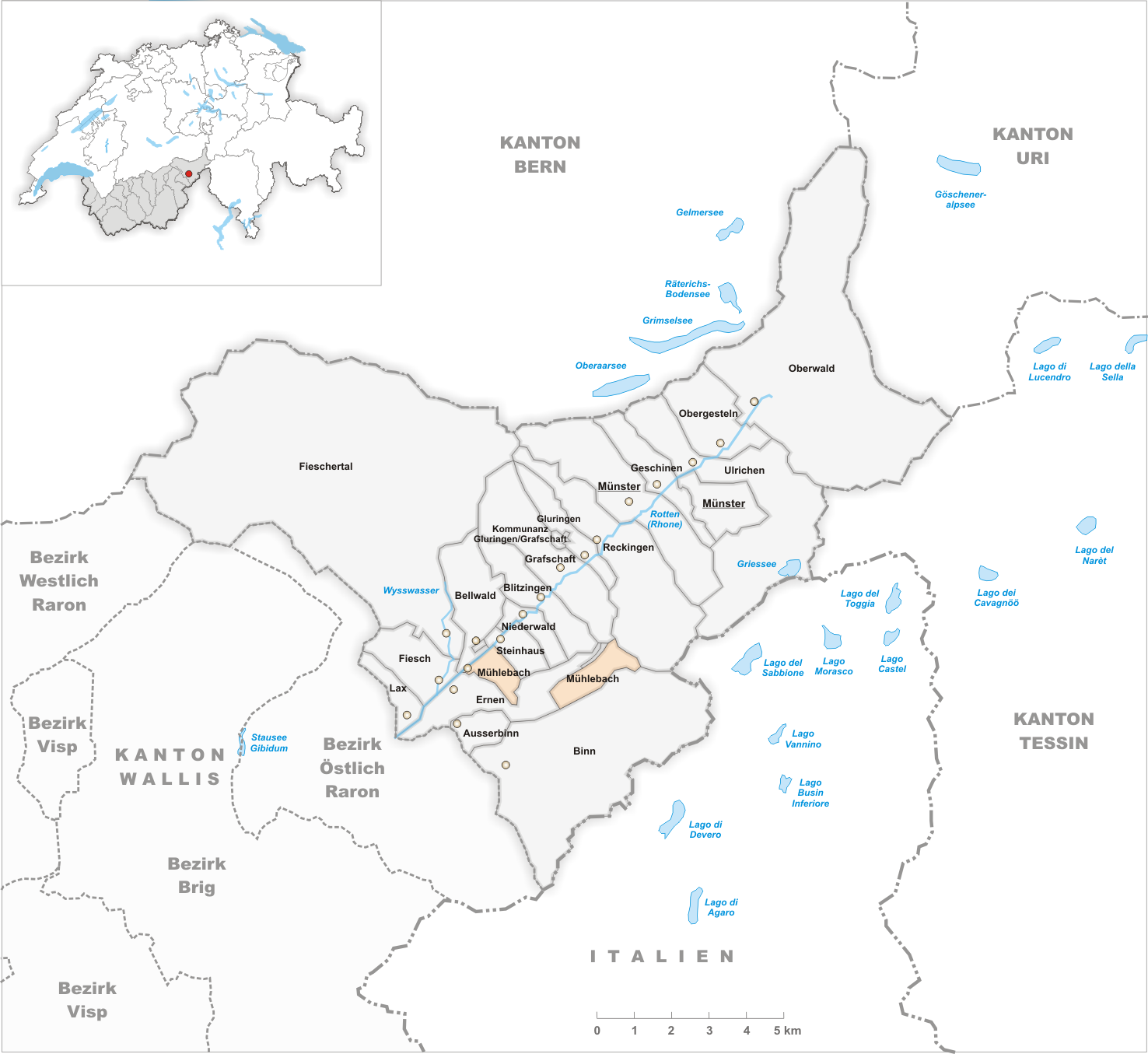
Gemeindestand vor der Fusion am 1. Oktober 2004

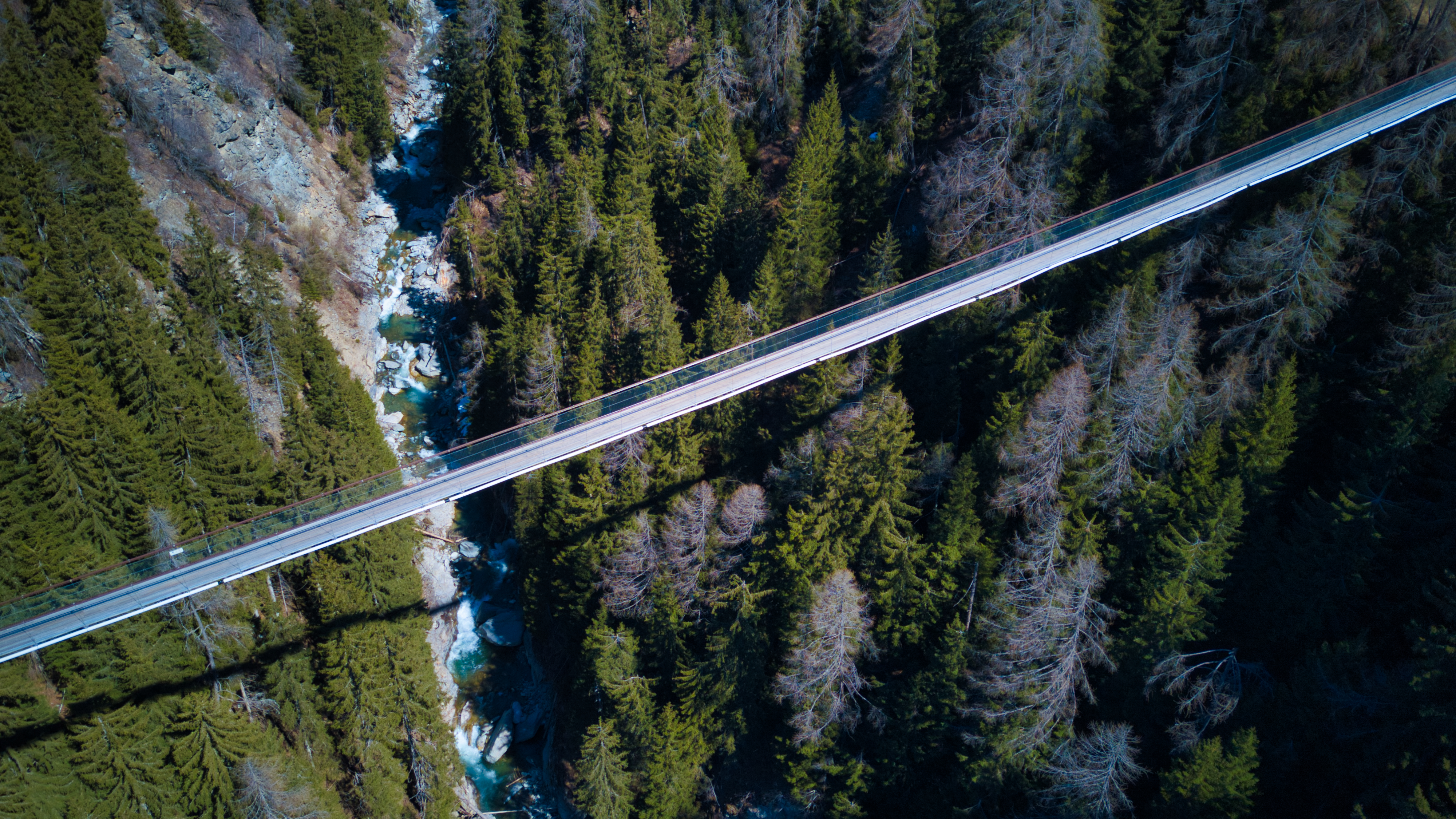
Hängebrücke zwischen Mühlebach und Fürgangen

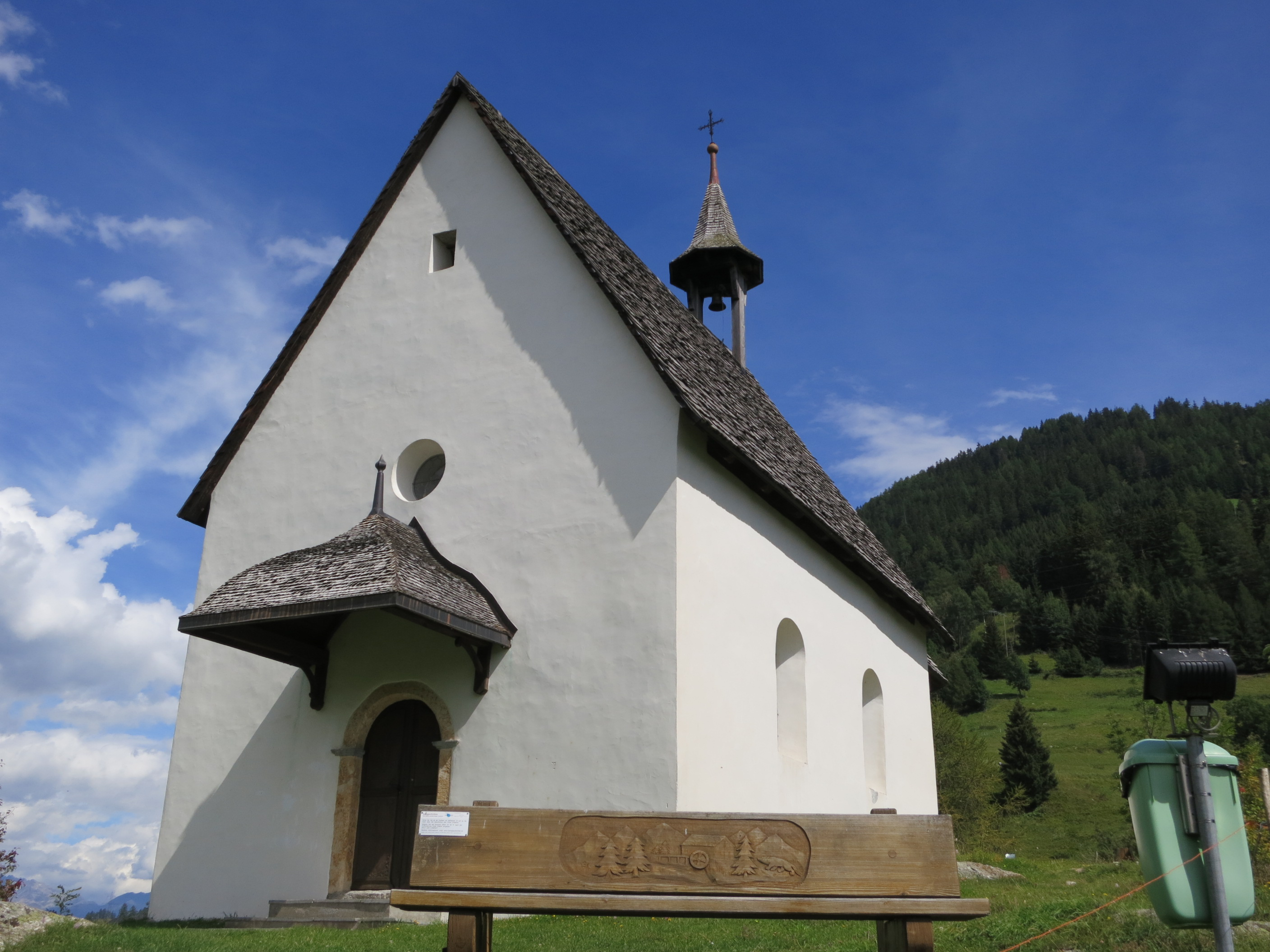
Kapelle der Heiligen Familie

Mühlebach  (walliserdeutsch Milibach [ˈmilɪˌbɑχ(ː)]) ist eine Ortschaft in der Walliser Munizipalgemeinde Ernen. Bis zum Frühling 2005 bildete Mühlebach eine selbständige Munizipalgemeinde.
Mühlebach liegt in unmittelbarer Nähe von Ernen. Der Kern des Dorfes hat seinen Charakter bewahren können und ist gut erhalten. Es handelt sich um den ältesten Dorfkern der Schweiz in Holzbauweise.

## Geschichte
Mühlebach wurde erstmals 1215 in der Phrase Waltero de Mulibach erwähnt. Der Name «Mühlebach» bezog sich ursprünglich auf das Gewässer, an dem Mühlen standen, und wurde sekundär auf die Ortschaft übertragen.
Das Geschlecht der von Mühlenbach besass ebenda einen Wohnturm, der ihm den Namenszusatz eintrug. Es war mit dem Rittergeschlecht der Manegoldi in Naters versippt. Die Manegoldi waren Ministerialen des Bischofs von Sitten und besassen sicher in der Gegend um ihren Stammsitz einen ansehnlichen Grundbesitz. Ab dem Jahr 1221 ist ein bischöflicher Besitz in Mühlebach verbürgt. Das Dorf stellte im 16. Jahrhundert mehrmals den Landeshauptmann, dies waren am Anfang des 16. Jahrhunderts Peter Zlauwinen, in der Mitte Martin Clausen und am Ende des 16. und zu Beginn des 17. Jahrhunderts Matthäus Schiner (Neffe des Kardinals Matthäus Schiner).
Die frühesten bekannten Gemeindestatuten stammen aus dem Jahre 1530. Daneben ist eine Verordnung der drei Gemeinden Ernen, Niederernen und Mühlebach aus dem Jahr 1469 bekannt. Auch die Besitzverhältnisse des Gemeinen Bergs wurde unter den drei Orten und Steinhaus im Jahr 1718 geregelt. Dies deutet auf eine ehemalige Zusammengehörigkeit der linksufrigen Gemeinden des Untergomses hin.
Kirchlich gehörte das Dorf immer zu Ernen. Politisch fusionierte Mühlebach im Frühjahr 2005 mit den damaligen Munizipalgemeinden Ernen, Steinhaus und Ausserbinn zur neuen Munizipalgemeinde Ernen.

## Bevölkerung
| Bevölkerungsentwicklung | Bevölkerungsentwicklung | Bevölkerungsentwicklung | Bevölkerungsentwicklung | Bevölkerungsentwicklung | Bevölkerungsentwicklung |
| ----------------------- | ----------------------- | ----------------------- | ----------------------- | ----------------------- | ----------------------- |
| Jahr                    | 1850                    | 1900                    | 1950                    | 2000                    | 2002                    |
| Einwohner               | 109                     | 108                     | 84                      | 81                      | 77                      |

## Sehenswürdigkeiten
- Kapelle der Heiligen Familie, Barockbau von 1676, Hochaltar von 1680
- Ältester kompakter Dorfkern in Holzbauweise in der Schweiz: Die ältesten Wohnhäuser, die sogenannten Heidenhäuser mit ihrem charakteristischen Firstständer (Heidenkreuz) und dem Balkenkopfkamin, stammen aus dem 14. und 15. Jahrhundert. Insgesamt konnten im Dorfkern zwölf Gebäude zwischen 1381 und 1497 dendrochronologisch datiert werden.

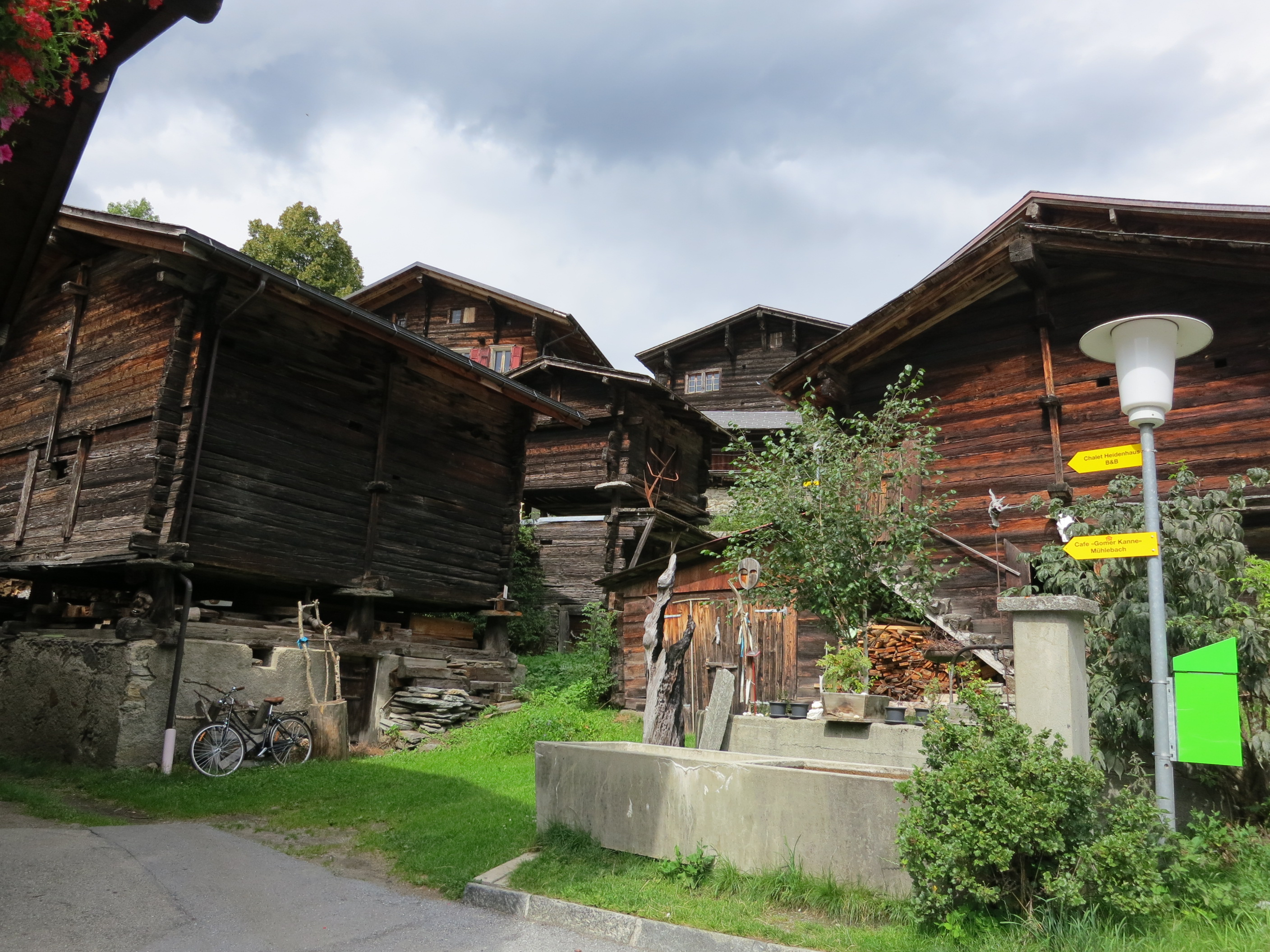
Speicher von 1381 (Mitte), Heidenhaus Clausen von 1389 (hinten links)
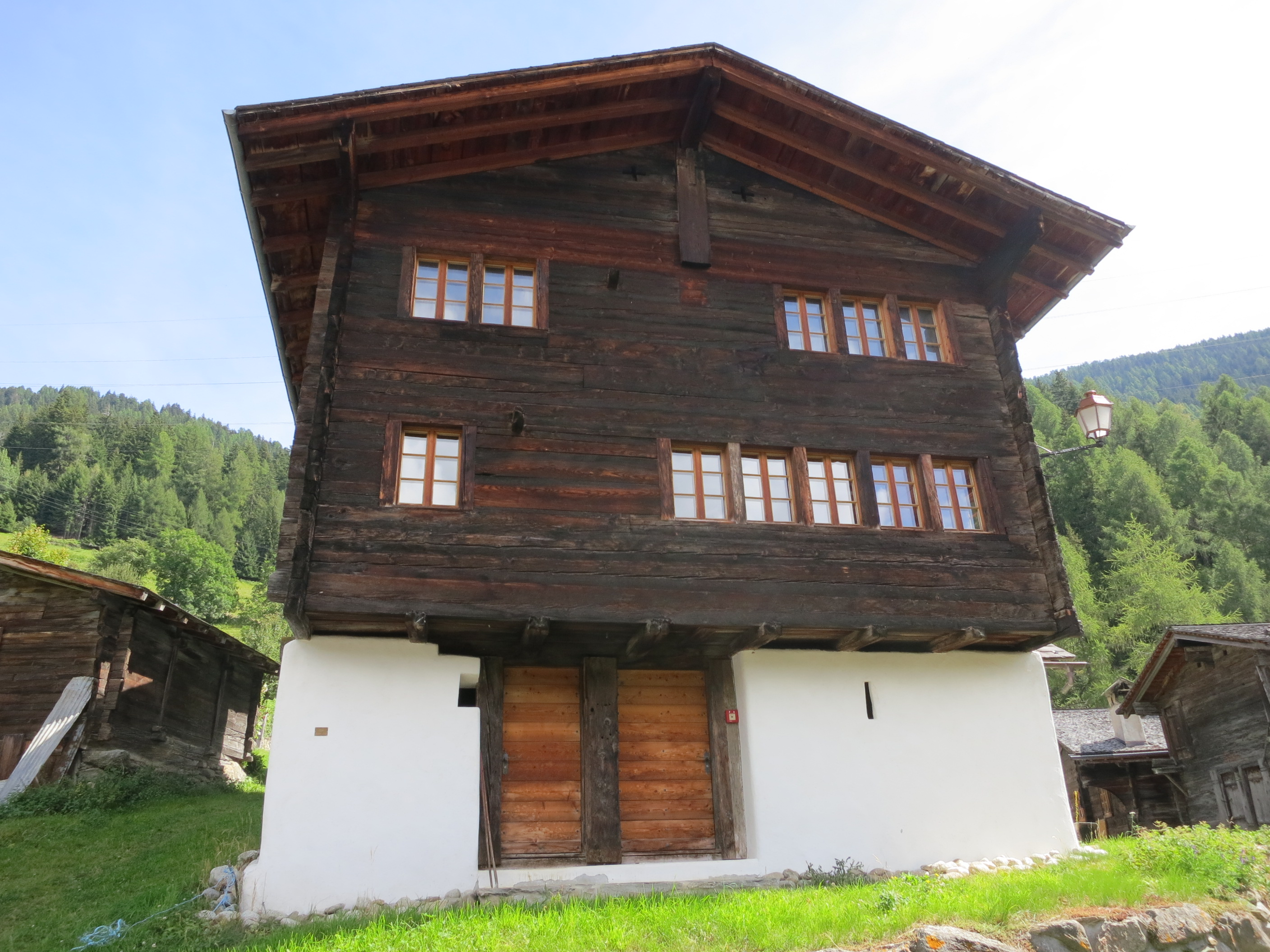
Heidenhaus von 1424
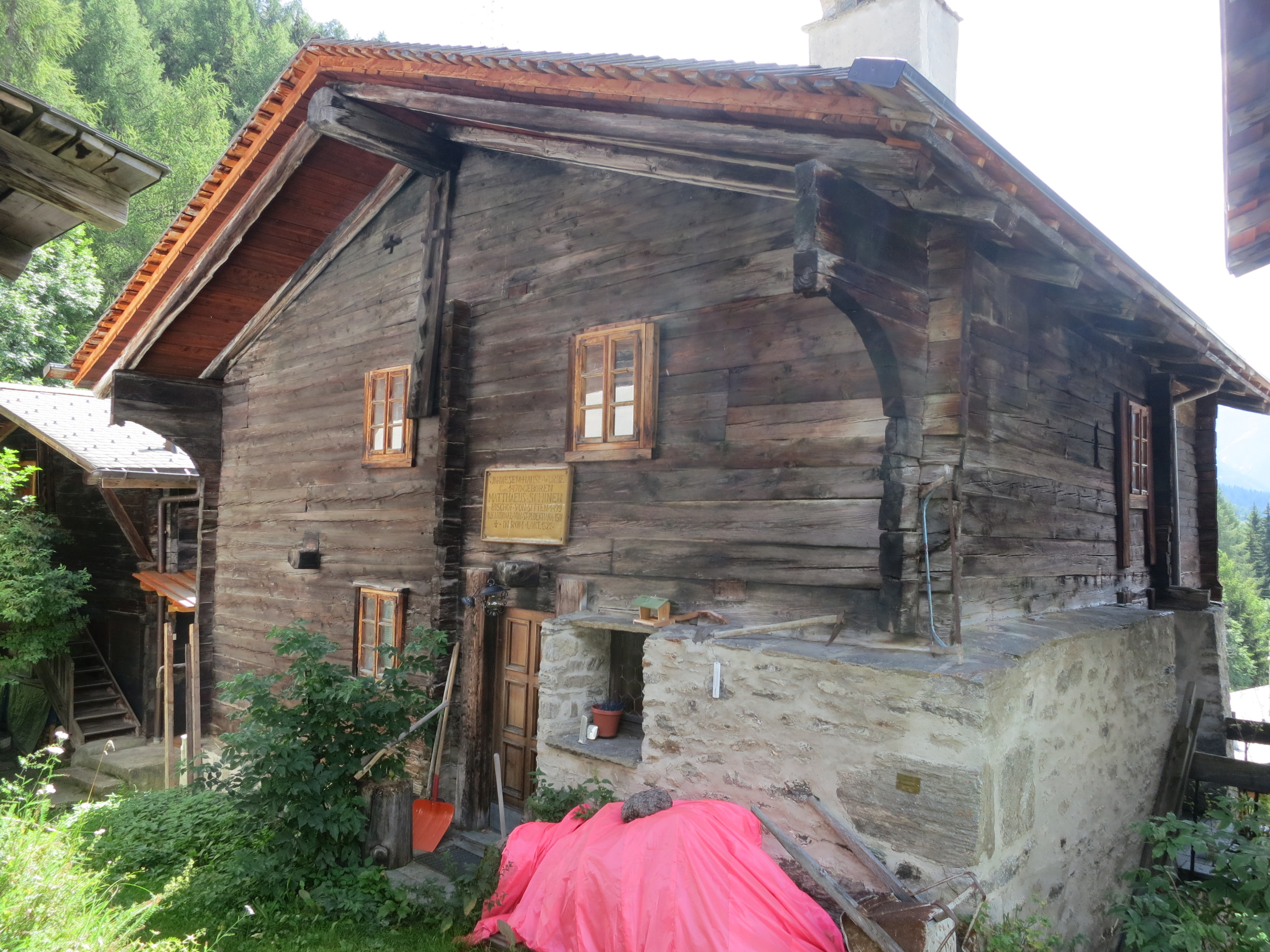
Geburtshaus Kardinal Schiners von 1435
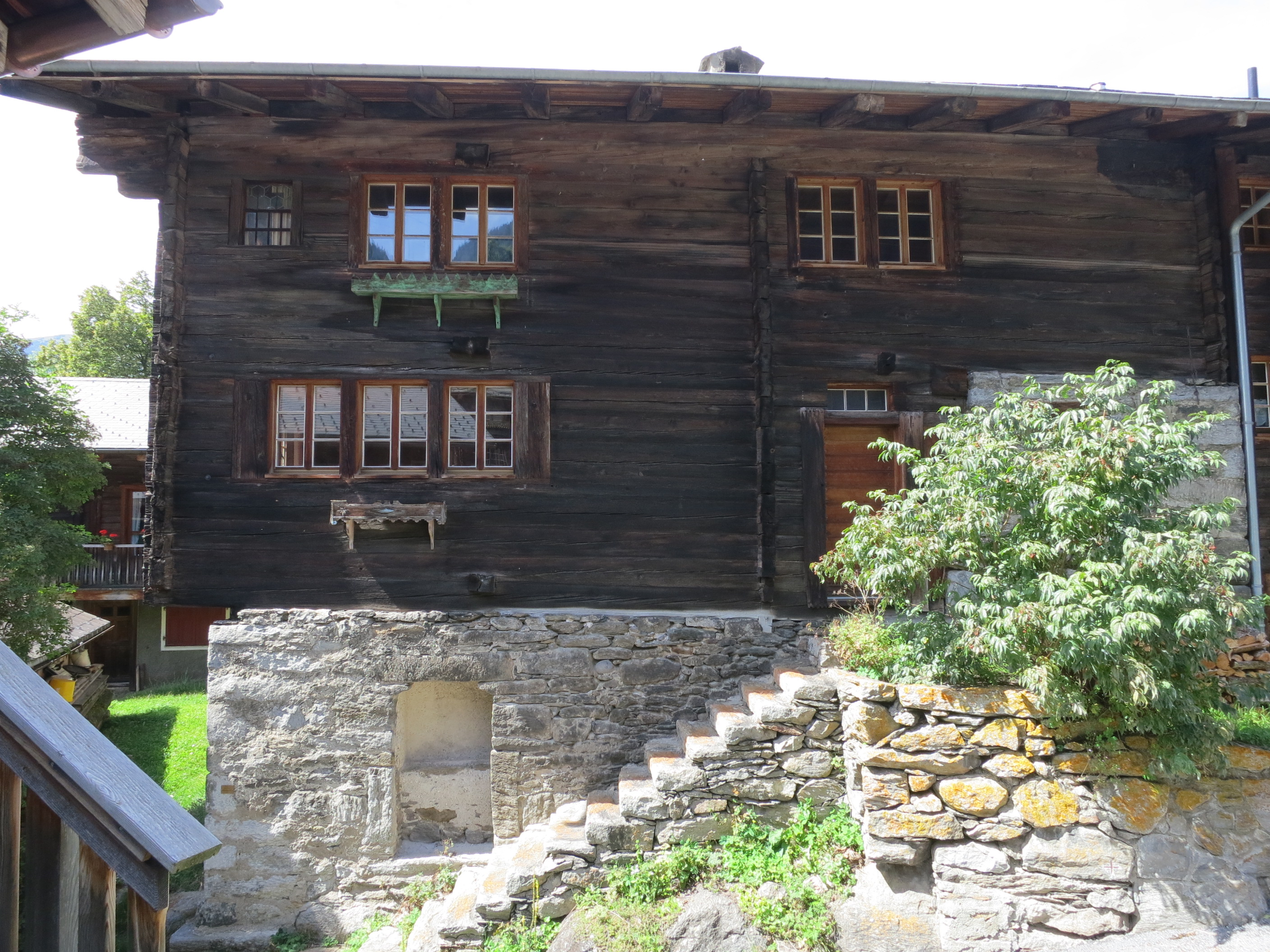
Haus des Bannerherrn Johann Clausen von 1497

Aufgegebene Gebäude
Der Bildstock des heiligen Jakobus des Älteren wurde schon 1664 erwähnt. Die Zahl am Schloss des Gitters zeigte das Jahr 1710. Der Bildstock wurde 1974 entfernt, nachdem man im Jahre davor den Diebstahl verhindern konnte. Es handelte sich um eine Privatkapelle, diese steht östlich des Dorfes am Scheideweg von Mühlebach nach Ernen. Das Gebäude besteht noch heute, ist allerdings grösstenteils seines Schmuckes beraubt. Der gerettete Altar wird in der Kapelle von Mühlebach aufbewahrt. Der Altar wird dem Bodemer-Sigristen-Kreises zugeordnet und wurde am wahrscheinlichsten von Moritz Bodmer geschaffen.
Die Kapelle des Heiligen Niklaus stand bis 1956 unter der Wüstung der mittelalterlichen Burg „uff em Schloss“. In der Privatkapelle war die «Pietà von Müllebach» untergebracht welche sich heute im Pfarrhaus von Ernen befindet. Anstelle der Kapelle befand sich von 1956 bis 1968 ein Bildstock in der Form eines offenen, kreisrunden Pavillons. Der Architekt war Amandée Cachin von Brig, und die Antoniusstatue stammte von Hans Loretan.

## Hängebrücke
Seit Juni 2015 verbindet eine 280 m lange und 1,4 m breite Fussgänger-Hängebrücke Mühlebach mit Fürgangen. Sie überquert die Lammaschlucht 92 Meter über der wilden Rhone. Die ganzjährig geöffnete Hängebrücke «Goms Bridge» besteht aus je 3 starken Tragseilen, an denen die Querträger im Abstand von 2 Metern angehängt sind. In Mühlebach wurden die Seile zur Verankerung in ein Betonfundament von 169 Tonnen mit Bodenanker und einer Ankerkraft von 554 Tonnen geführt. In Fürgangen besteht die Verankerung aus zwei Betonscheiben auf einem Flachfundament von 253 Tonnen mit Felsanker und einer Ankerkraft von 570 Tonnen. Das Eigengewicht der Brücke beträgt 57 Tonnen.
Der Weg durch die Lamma-Schlucht wurde während Jahrhunderten rege benutzt. Auch als Wanderweg war die Verbindung über die Rhone beliebt. Der Unterhalt des Wegs war aber schwierig; denn im steilen Gelände kam es immer wieder zu Erdrutschen. So entstand die Idee, den Weg durch eine Hängebrücke zu ersetzen. Nach mehreren Jahren Planung und Ausführung konnte das Bauwerk am 14. Juni 2015 eröffnet werden. Die Hängebrücke verbindet die beiden Wandergebiete von Bellwald und Ernen. Sie bringt Bellwald die Anbindung an die Schweizer Veloroute Nr. 1 (Rhoneroute von Gletsch bis Genfersee). Ernen-Mühlebach bringt die Brücke die direkte Anbindung an die Matterhorn-Gotthard-Bahn.

## Persönlichkeiten
- Nikolaus Schiner (um 1437–1510), Bischof von Sitten (1496–1499).
- Matthäus Schiner (um 1465–1522), Neffe des Nikolaus, Bischof von Sitten (1499–1522), Kardinal (1511).
- Moritz Bodmer (1618–um 1711) und Johann Joseph Bodmer (1670–1743), Bildhauer[5]
- Franz Joseph Bodmer (1711–1758), Probst der Chorherren vom Grossen St. Bernhard (1753–1758)
- György Sebők (1922–1999), ungarischer Pianist und Klavierpädagoge; die sterblichen Überreste Sebőks und seiner Frau Eva sind vor der Kapelle der Heiligen Familie verstreut.
- Patrizia Kummer (* 1987), Profi-Snowboarderin.